# Pierre Waldeck-Rousseau
Pierre Marie René Ernest Waldeck-Rousseau (2. prosince 1846 Nantes – 10. srpna 1904 Corbeil-Essonnes) byl francouzský politik. V letech 1899–1902 byl premiérem Francie. Byl představitelem Umírněných republikánů (Républicains modérés) a po roce 1901 Demokratické aliance (Alliance démocratique).

## Život
Už jeho otec, René Waldeck-Rousseau, byl politikem a účastníkem revoluce v roce 1848. Pierrův špatný zrak komplikoval jeho studia, přesto se mu podařilo složit advokátské zkoušky. Otec mu pak zajistil přístup do republikánských kruhů. Během války s Němci v roce 1870 organizoval obranu v St. Nazaire, ale do bojů se jeho jednotky nemohly zapojit kvůli nedostatku munice.
Po vzniku třetí republiky se dostal do sněmovny a podporoval zde politiku Léona Gambetty. Byl věrným katolíkem, přesto podporoval antiklerikální politiku. Hlasoval pro zrušení zákona z roku 1814, který zakazoval práci v neděli a v postní dny, pro roční povinnou vojenskou službu pro seminaristy a pro institucionalizaci rozvodu. Byl znám také jako příznivce odborů a za jejich uznání ve sněmovně bojoval.
V roce 1881 se stal ministrem vnitra v Gambettově kabinetu, byl ve funkci do roku 1882. Znovu se stal ministrem vnitra ve vládě Julese Ferryho v letech 1883–1885. Snažil se odstranit systém, kterým byly civilní posty získávány prostřednictvím místního poslance, a dal jasně najevo, že místní úředníci nemohou odporovat ústřední vládě. Prosadil také zákon o zřízení trestaneckých kolonií. Roku 1884 dosáhl plné legalizace odborového hnutí.
Roku 1889 se vrátil k advokacii a proslavil se například obhajobou Gustava Eiffela v panamské aféře, roku 1893. V roce 1894 se vrátil do politického života jako senátor zvolený za departement Loira. V následujícím roce kandidoval na prezidenta republiky proti Félixovi Fauremu a Henrimu Brissonovi, podporován konzervativci (kteří se ale brzy stali jeho zarytými nepřáteli). Získal 184 hlasů, ale před druhým kolem odstoupil a podpořil Faurea.
Po pádu kabinetu Charlese Dupuye roku 1899 byl požádán prezidentem Émilem Loubetem, aby sestavil vládu. Po počátečních potížích se mu podařilo vytvořit kabinet "obrany republiky", podporovaný radikály i socialisty. Zahrnoval tak odlišné politiky, jako byli socialista Alexandre Millerand na straně jedné i "utlačovatel Komuny" markýz de Galliffet na straně druhé. Waldeck-Rousseau se jako premiér především snažil uklidnit společnost rozdivočelou Dreyfusovou aférou. Jedním z kroků bylo vyjednání prezidentské milosti pro Dreyfuse. Sjednotil také všechny republikány proti boulangeristickým a jiným pravicovým pokusům destabilizovat stát (důležitým mezníkem bylo uvěznění Paula Déroulèdea). Uklidnil též stávkové hnutí. Stabilizace země byla tak nečekaně úspěšná, že jeho vláda vydržela tři roky, což byla v turbulentních dějinách třetí republiky nezvykle dlouhá doba. Jen v jediné věci postupoval Waldeck-Rousseau proti zklidnění situace, a to byla náboženská otázka. V této věci zastával tvrdě antiklerikální pozice a roku 1901 prosadil zákon o kongregacích, který znamenal první velký útok na pozice církve ve vzdělávacím systému. Konzervativci proti němu zahájili velké tažení a před volbami v roce 1902 bylo jeho jméno bojovým pokřikem i nadávkou. Levice ve volbách nakonec zvítězila, ale Waldeck-Rousseau to nevnímal jako příležitost k udržení moci, ale naopak tím považoval svůj boj za dobojovaný.
Rezignoval a odešel do politického důchodu. Částečně ho opustil jen tehdy, když se ohradil proti zesíleným antiklerikálním opatřením svého nástupce Émila Combese. V lednu 1904 oznámil, že trpí nemocí jater. Absolvoval dvě operace, po té druhé zemřel.